# القرن 4 في لبنان
تسرد هذه المقالة الأحداث التاريخية التي وقعت بين 301-400 في لبنان المعاصر أو ما يتعلق بشعبه.

## الإدارة

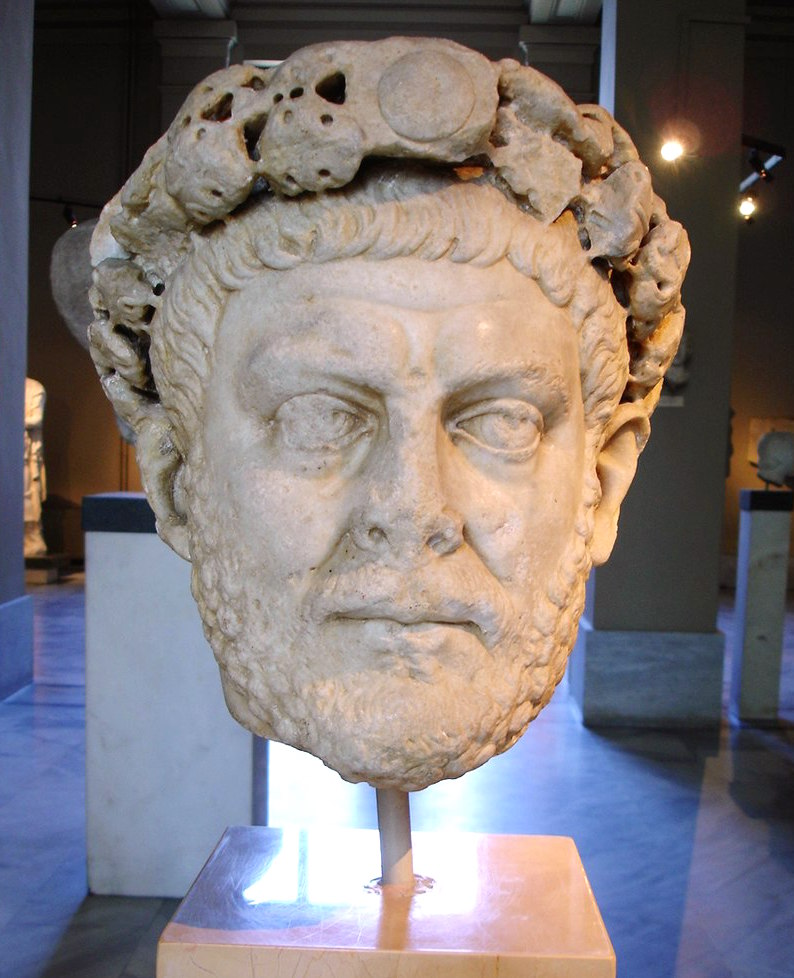
نحت دقلديانوس.

فصل دقلديانوس (حكم من 284 إلى 305) منطقة الباطنية وأعطاها للجزيرة العربية، بينما في وقت ما قبل عام 328، عندما تم ذكرها في لبنة فيرونا، أنشأ قسطنطين الكبير (حكم من 306 إلى 337) مقاطعة أوغوستا ليبانينسيس الجديدة. (تترجم حرفيا. أوغوستا لبنانية) من النصف الشرقي من محافظة فينيقيا القديمة، وتشمل الأراضي الواقعة شرق جبل لبنان.

### الحكام
في القرن الرابع ككل، كان هناك ما يقرب من 30 حاكمًا معروفًا لفينيقيا، منهم 23 حاكمًا فينيقيًا تولوا مناصبهم بين عامي 353 و394 وكان من بينهم سوسيانوس هيروكليس، الذي كان مديحًا في وقت ما بين 293 و303. تنص كتابات الإمبراطورية الرومانية اللاحقة على أنه كان يحكم فينيقية لبنان، المحافظة الواقعة على الجانب الشرقي من جبل لبنان. وشملت المنطقة تدمر، حيث يوجد النقش الذي يشهد على مسيرة هيركليس المهنية.
حكام القنصلية في فينيقيا
| حاكم القنصلية            | تاريخ         |
| ------------------------ | ------------- |
| حالة ايليوس              | بين 293 و 305 |
| سوسيانوس هيروكليس        | بين 293 و 303 |
| يوليوس جوليانوس          | قبل 305       |
| مكسيموس                  | ؟ بين 309/313 |
| أخيليوس                  | ج. 323        |
| فلوريدا. ديونيسيوس       | 328 - 329     |
| أرخيلاوس                 | 335           |
| نونوس                    | ج. 337        |
| مارسيلينوس               | 342           |
| أبوليناريس               | ج٣٥٣/٤        |
| ديمتريوس                 | قبل 358       |
| نيكينتيوس                | 358 - 359     |
| اوكروستيوس               | (؟) ٣٥٩/ ٦٠   |
| جوليانوس                 | قبل 360       |
| أندرونيكوس               | 360 – 361     |
| ايليوس كلوديوس دولسيتيوس | قبل 361       |
| أناتوليوس                | 361           |
| بوليكليس                 | ج. ج٣٦١/٢     |
| جوليانوس                 | 362           |
| جايانوس                  | 362 – 363     |
| ماريوس                   | 363 – 364     |
| أولبيانوس                | 364           |
| دومنينوس                 | 364 - 365     |
| ليونتيوس                 | 372           |
| بيتروس                   | 380           |
| بروكولوس                 | 382 - 383     |
| استاثيوس                 | قبل 388       |
| أنثيريوس                 | 388           |
| أبيفانيوس                | 388           |
| دوميتيوس                 | 390           |
| سيفريانوس                | 391           |
| ليونتيوس                 | 392           |

## الأحداث
- أصدر الإمبراطور دقلديانوس مرسوم الحد الأقصى للأسعار عام 301 م، حيث بلغت الأسعار وأوقات الإبحار المحاكاة من نيقوميديا إلى بيروت 12 دينارًا لمدة 9.9 أيام مع نسبة (السعر / المدة) 0.83.[7]
- بداية اضطهاد دقلديانوس سنة 303 م.[8]
- مقتل خمسة شبان مسيحيين في صور سنة 303.[9]
- مقتل أولفيانوس، شاب صوري، سنة 303 م.[10]
- تعرّض 500 مسيحي في صور للتعذيب والقتل عام 304 م.[11]
- مقتل أفيان، وهو طالب في كلية الحقوق في بيروت، في 2 نيسان ق. 305 م.[12][13]الرخام السماقي، تفاصيل شجرة جيسي ، 1535، دير سوسيفيتا.

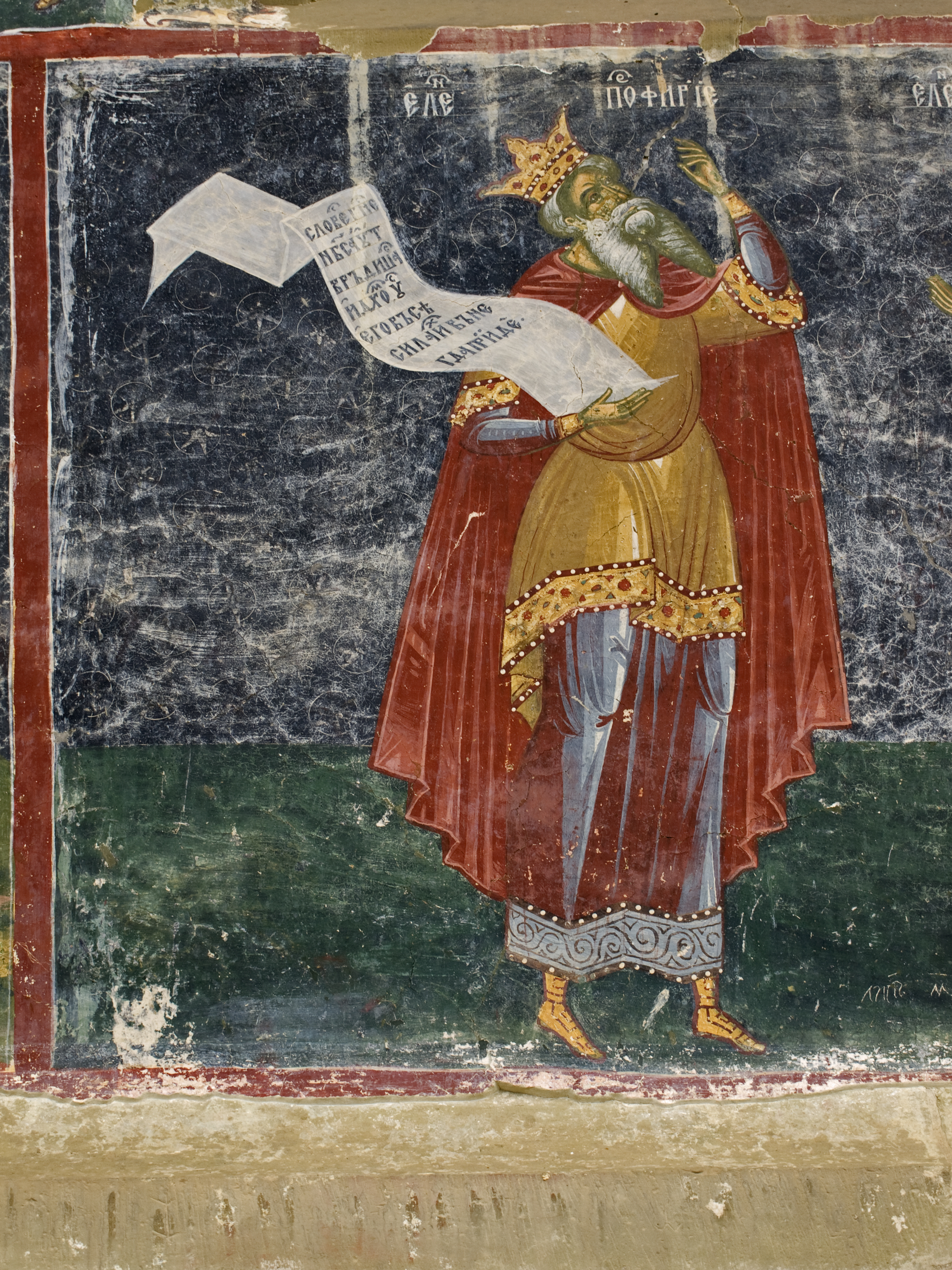
الرخام السماقي، تفاصيل شجرة جيسي ، 1535، دير سوسيفيتا.

- موت بورفيري (فيلسوف) المولود في ق. 305 م.[14]
- قسطنطين أصبح إمبراطوراً في 25 يوليو عام 306.
- أمر الحاكم أوربانوس بإلقاء العذراء ثيودوسيا من صور في البحر بسبب تحدثها مع المسيحيين الذين كانوا يحضرون المحاكمة ورفضهم تقديم القرابين، وذلك بعد وقت قصير من عيد الفصح 307.[15]